# Zlatko Janjić
Zlatko Janjić (* 7. Mai 1986 in Bosanska Gradiška, SFR Jugoslawien) ist ein ehemaliger bosnisch-deutscher Fußballspieler. Nachdem er bei Arminia Bielefeld ausgebildet wurde, schaffte er dort den Sprung in die erste Mannschaft, und stand nach seinem Abgang bei verschiedenen Clubs, unter anderem beim SV Wehen Wiesbaden und beim MSV Duisburg unter Vertrag. Zur Saison 2021/2022 stand er bei Rot-Weiss Essen unter Vertrag, seitdem ist er vereinslos.

## Karriere

### Spieler
Janjić begann mit dem Fußballspielen beim Bielefelder Stadtteilklub TuS Jöllenbeck und wechselte 2001 zu Arminia Bielefeld. Nach ersten überregionalen Einsätzen in der A-Junioren-Bundesliga spielte die Offensivkraft im Männerbereich zunächst für die Reserveelf der Bielefelder in der Regionalliga und Oberliga. Nachdem er zum Auftakt der Saison 2008/09 gegen Werder Bremen erstmals auf der Ersatzbank der 1. Mannschaft der Arminia gesessen hatte, gab der Mittelfeldspieler am 13. September 2008 gegen den VfL Bochum sein Debüt in der Bundesliga. Er schoss am 14. März 2009 sein erstes und einziges Bundesligator gegen den Karlsruher SC.
Zur Saison 2010/11 wechselte Janjić zum Drittligisten SV Wehen Wiesbaden, bei dem er einen Zweijahresvertrag unterschrieb und schnell zu einem Leistungsträger wurde; in 38 Spielen traf er zwölfmal. Im September 2011 wurde er wegen disziplinarischer Verstöße vom Trainings- und Spielbetrieb der Ersten Mannschaft vorübergehend suspendiert und spielte für den Rest der Hinrunde in der Zweiten Mannschaft. Nach der Winterpause kehrte er in die erste Mannschaft zurück, war mit zwölf Toren in der Saison 2011/12 erneut bester Torschütze des SVWW und verlängerte seinen zum Saisonende auslaufenden Vertrag bis 30. Juni 2014.
Zur Saison 2013/14 wechselte Janjić zum Zweitligisten FC Erzgebirge Aue, bei dem er einen Vertrag über zwei Jahre erhielt. Diesen löste er zur Sommerpause 2014 wieder auf und wechselte zum MSV Duisburg in die 3. Liga. Bei diesem avancierte er sofort zum Stammspieler, war in der Spielzeit 2014/15 mit 17 Treffern bester Torschütze und erreichte mit der Mannschaft am Saisonende den Aufstieg in die 2. Bundesliga. Am Saisonende 2015/16 belegte er mit der Mannschaft den 16. Tabellenplatz und verlor in der Relegation um den Verbleib in der Spielklasse gegen den Dritten der 3. Liga, Würzburger Kickers, nach Hin- und Rückspiel mit 1:4.
In der folgenden Saison gelang als Meister der 3. Liga der Wiederaufstieg. In der Vorbereitung auf die Zweitligasaison 2017/18 erlitt Janjić einen Kreuzbandriss. Im Februar 2018 wechselte er zum polnischen Verein Korona Kielce, für den er in 31 Erstligapartien lediglich einen Treffer beisteuern konnte. Janjić kehrte im Januar 2019 nach Deutschland zurück, wo er beim Drittligisten SG Sonnenhof Großaspach einen Vertrag bis Saisonende unterschrieb. Er hielt mit dem Verein, für den er in elf Ligaspielen fünfmal traf, die Klasse, sein Vertrag wurde jedoch nicht verlängert.
Anfang August 2019 erhielt der Bosnier einen bis zum Ende der Regionalligasaison 2019/20 gültigen Vertrag beim SC Verl. Am Saisonende stieg er mit dem SC Verl in die 3. Liga auf und verlängerte seinen Vertrag.  Die Saison, in der Janjić in 33 Spielen 14 Treffer erzielte, konnte auf Platz 7 beendet werden. Verl-Trainer Guerino Capretti konnte ihm für die kommende Spielzeit nicht die Einsatzzeiten versprechen, die er für sein Spiel benötigt. So trennten sich die Wege trotz des bis 2022 gültigen Vertrags. Janjić schloss sich im Sommer 2021 für 1 Jahr dem Viertligisten Rot-Weiss Essen an. Dort erzielte er in 34 Spielen 5 Treffer. Sein Vertrag in Essen lief am Saisonende mit dem Aufstieg in die 3. Fußball-Liga aus.

### Funktionär
Noch während seiner Karriere absolvierte Janjić eine Weiterbildung zum Sportfachwirt, die er im Jahre 2017 mit einem Diplom abschloss. Ab 2022 unterstützte er die sportliche Leitung des SC Verl und war als Sportdirektor für das Scouting und die Kaderplanung zuständig. Im Juli 2025 wurde er zum Vorstand Sport berufen und wurde Nachfolger von Sebastian Lange.

## Auszeichnungen
Zlatko Janjić wurde im Frühjahr 2024 in die Jahrhundertelf des SC Verl gewählt.